# Titularbistum Tacarata
Tacarata ist ein Titularbistum der römisch-katholischen Kirche.
Es geht zurück auf den alten römischen Bischofssitz, der im 7. Jahrhundert mit der islamischen Expansion unterging. Er lag in der römischen Provinz Numidien in der in Nordafrika gelegenen gleichnamigen Stadt Tacarata.
| Titularbischöfe von Tacarata |                                                     |                                         |                   |                   |
| Nr.                          | Name                                                | Amt                                     | von               | bis               |
| 1                            | John Mark Gannon                                    | Weihbischof in Erie (USA)               | 9. Dezember 1966  | 5. September 1968 |
| 2                            | Gerald Thomas Bergan Titularerzbischof pro hac vice | emeritierter Erzbischof von Omaha (USA) | 11. Juni 1969     | 28. Januar 1971   |
| 3                            | Philip Francis Murphy                               | Weihbischof in Baltimore (USA)          | 11. Januar 1976   | 2. September 1999 |
| 4                            | Vincent Peiris                                      | Weihbischof in Colombo (Sri Lanka)      | 16. November 2000 | 13. Mai 2024      |